# Бйорн Мейєр
Бйорн Мейєр (нід. Bjorn Meijer, нар. 18 березня 2003, Гронінген, Нідерланди) — нідерландський футболіст, фланговий захисник бельгійського клубу «Брюгге».

## Ігрова кар'єра
Бйорн Мейєрс є вихованцем клубу «Гронінген» зі свого рідного міста. Першу гру в основі захисник провів у травні 2021 року.
У квітні 2022 року Мейєр підписав чотирирічний контракт з бельгійським клубом «Брюгге». І в тому ж сезоні разом з новою командою виграв Кубок Бельгії.

## Досягнення
«Брюгге»
- Володар Кубка Бельгії (2): 2021–22[3], 2024–25[4]
- Чемпіон Бельгії (1): 2023–24
- Володар Суперкубка Бельгії (2): 2022, 2025